# Džemal Bijedić
Džemal Bijedić (Mostar, 12 aprile 1917 – Kreševo, 18 gennaio 1977) è stato un politico jugoslavo.

## Biografia
È stato un comunista bosniaco; dopo essere stato presidente dell'Assemblea della repubblica federata di Bosnia Erzegovina, divenne Primo Ministro socialista in Jugoslavia dal 1971 fino alla morte, avvenuta per incidente aereo.
Dal 1977 al 1992 l'Università di Mostar ha portato il suo nome. Dal 1993-94, l'università bosgnacca di Mostar Est gli è intitolata.